# Нижні Ворота

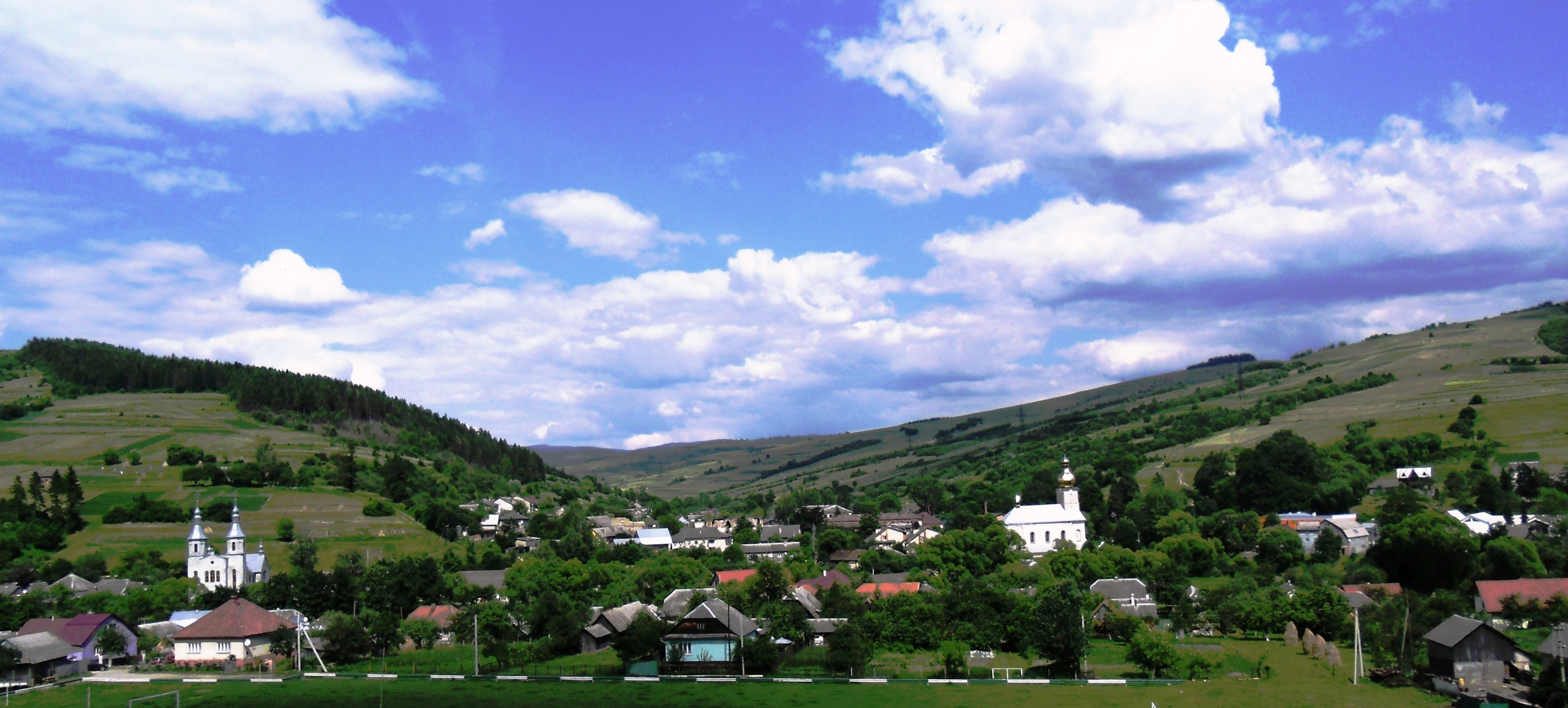
Нижні Ворота. Закарпатська обл.

Ни́жні Воро́та (до 1946 року мало назву Нижні Верецьки)  — село Мукачівського району Закарпатської області України. Орган місцевого самоврядування — Нижньоворітська сільська рада. Населення 2240 осіб.
Розміщене у високогір'ї Карпат, біля південних схилів Вододільного хребта, у межах Воловецької верховини. Через село протікає річка Латориця.
У 1971 році надано статус селище міського типу. Цей населений пункт дійсно символізує ворота Закарпаття, якщо в'їжджати в область з боку Львівщини. Він лежить у долині між Верецьким та Абранським перевалами, у мальовничій улоговині, оточений горами. Звідси 12 кілометрів до селища Воловець. Через село пролягає центральна автомагістраль Чоп — Київ (міжнародний Автошлях E50 Брест (Франція) — Київ — Махачкала) і протікає відома у краї річка Латориця, у яку тут впадають дві менші річки — Славка та Бескід.
На околиці села розташований ботанічний заказник «Голиця».

## Герб
Реконструкція герба на підставі печатки 1844 року. У синьому щиті на зеленій землі вліво крокує лев з червоними очима, іклами, язиком і пазурами.

## Історія
В околицях селища в 1878 році знайдено два бронзові скарби: у першому — шість браслетів, у другому — п'ять предметів. Виявлено також кілька розрізнених знахідок бронзових виробів. Речі датуються епохою пізньої бронзи. З території селища походить золота монета імператора Нерона.
Уперше в письмових джерелах село Werezka згадується у XII столітті. Його назва походить від особливостей місцевості, у якій воно розміщене — серед гір, які раніше називалися «веретками». Тому й назване воно було Нижні Верецьки. Згідно з історичними даними в XII столітті село входило до Галицько-Волинського князівства, а з XIII століття — до Угорського королівства. Під час татаро-монгольської навали в Європу завойовники хана Батия, просуваючись через Верецький перевал, напали на село і дуже його спустошили та пограбували. Більшість дворів було спалено ордою. Тоді в населеному пункті збереглося тільки кілька родин: Бирковичі, Малиничі, Курахи.
У 1263 р. угорський уряд взяв село на державний облік. Ця дата вважається першою письмовою згадкою про Нижні Ворота
У 1433 році Нижні Верецьки належали дворянам Білкеям, а згодом й іншим магнатам; входили вони й до Мукачівсько-Чинадіївської домінії.
Як зазначено в урбарію 1648 року, у селі в той час було 118 господарств, у яких мешкали 70 кріпаків з наділами, 7 вільних селян, 26 желярів (селян без землі), столяр, митник і піп.
Село не минали лихоліття та ворожі вторгнення. Крім монголо-татар, Нижні Верецьки грабували та палили війська польської шляхти під проводом воєводи Любомирського. Жорстокого розорення зазнали жителі села і в період антигабсбурзької війни 1683—1688 років та під час визвольної війни проти тих же Габсбургів 1703—1711 років, у якій активну участь брали нижньоверечанські кріпаки. Надзвичайно цікавим є той факт, що селяни за дорученням Ференца II Ракоці, як його посланці, відвозили листа до російського царя Петра І. Зазнавши поразки у цій війні, Ференц II Ракоці покинув батьківщину, і 20 лютого 1711 року зупинився у сЗавадка(за Австро-Угорщини Ракоці-салаш). Звідси він звернувся із відкритим листом до населення країни. Після цієї визвольної війни Нижні Верецьки були перетворені в руїни. У селі залишилося тільки 18 дворів.
У 1728 році австрійський імператор подарував маєтки Мукачівсько-Чинадіївської домінії графу Шенборну. Село стає центром Верховинського ключа величезної латифундії Шенборнів. Нижні Верецьки поступово починають зростати. З 1715 року тут стояла прикордонна військова сторожа, містився податковий уряд. У 1735 році в селі відкрилася карантинна станція, а в 1835 році — поштова станція.
На початку 18 ст. австро-угорське керівництво створило в селі народний суд та в'язницю. Споруда збереглась до сьогоднішнього дня і використовується як спальний корпус місцевої школи-інтернату.
Є дані, що станом на 1733 р. у Нижніх Верецьках була гарна дерев'яна греко-католицька церкву св. Іоана з трьома дзвонами. В 1734 р. церкві надали право отримувати прибуток зі щорічного ярмарку.
В 1784 р. у Нижніх Воротах було збудовано дерев'яну греко-католицьку церкву в бойківському стилі з трьома верхами і відкритою галереєю.
В 1810 році Нижні Верецькі відвідав австрійський імператор Франц II, який був вражений архітектурною красою новозбудованого дерев'яного церковного храму. На продовження робіт по внутрішньому оздобленню споруди в церковної громади вже не було зовсім коштів. Тоді за наказом імператора було виділено гроші із державної казни і направлено на продовження робіт по введенню в дію новозбудованої церкви. За ці кошти було виготовлено Іконостас, святий Пристіл, Казательницю. До речі, Іконостас церкви в Нижніх Воротах за своєю унікальністю не має рівних в церквах району. Іконостас є один із найстаріших. Його було встановлено в церкві і освячено священиком Олександром Ковордані 10 серпня 1811 року. Про це свідчить запис на Іконостасі, зроблений австрійською мовою. Тут зазначається також, що Іконостас було виготовлено за сприянням імператора Франц II.
У 1840 р. побудували також нову фару та школу.
З середини XIX століття Нижні Верецьки фігурують у документах як містечко Свалявського повіту (округу) Березького комітату. На той час містечко мало власну символіку — печатку з гербом: на червоному тлі золотий лев, що йде в лівий геральдичний бік (елемент родового герба Шенборнів).
У результаті революції 1848—1849 рр. на закарпатських землях було скасовано кріпосне право. На дорозі між селами Нижні Ворота та Верхні Ворота розташоване святе джерело та пам'ятний знак з нагоди скасування кріпосного права.
З середини XIX століття Нижні Верецьки фігурують у документах як містечко Свалявського повіту (округу) Березького комітату. На той час містечко мало власну символіку — печатку з гербом: на червоному тлі золотий лев, що йде в лівий геральдичний бік (елемент родового герба Шенборнів). На початку XX століття Нижні Верецьки стали центром Верецького повіту (округу) Березького комітату.
На початку 1903 р. на базі маєтку Шенборнів міністерством землеробства Угорщини було створено племінну ферму, якій належали кращі землі села. Через два роки тут було відкрито господарську школу, де діти із заможних сімей мали змогу вивчати зоотехнію, агрономію, ветеринарію та механізацію сільського господарства. У 1920 р. на базі племінної ферми почало працювати державне дослідне господарство.
17 березня 1939 на третій день окупації Карпатської України Мадярщиною мадярські жандарми гнали на перевал через села Нижні Ворота, Верб'яж, Завадка колони полонених, переважно галичан — вояків Карпатської Січі і передали їх польській прикордонній службі, яка розмістила полонених у підвалах своїх казарм. Наступного дня, 18 березня 1939 до сходу сонця полонені біли розділені на колони, відконвойовані вліво і вправо від перевалу по лінії кордону приблизно на півтора-два кілометри і розстріляні на закарпатській стороні над селами Нова Розтока і Верб'яж, та між селами Петрусовицею, Жупанами і Лазами. Число розстріляних, за оцінками свідків, становило 500—600 полонених.

## Присілки
Кондрат
Кондрат - колишнє село в Україні, в Закарпатській області.
Обєднане з селом Нижні Ворота
Згадки: 1640: Kondratokfalva.

## Населення
За переписом населення України 2001 року в селі мешкали 2602 особи.

### Мова
Розподіл населення за рідною мовою за даними перепису 2001 року:
| Мова       | Відсоток |
| ---------- | -------- |
| українська | 99,04 %  |
| російська  | 0,72 %   |
| білоруська | 0,08 %   |
| угорська   | 0,08 %   |
| вірменська | 0,04 %   |

## Євреї у Нижніх Верецьках
Євреї здавна почали селитися у селі та на певному етапі стали найбільшою етнічною групою Нижніх воріт. Свої будинки мали переважно у центральній частина села, а українські селяни переважно проживали під Горою (так називається місцевість у Нижніх Верецьках) та на околицях населеного пункту. У ці часи розвиток села став дуже бурхливим, бо граф Шенборн у 1732 році надав населеному пунктові дозвіл влаштовувати ярмарки. Сюди із навколишніх сіл звозили худобу, сіно, картоплю, мед. Купували свиней, корів, телят, овець, коней і навіть птицю — здебільшого заїжджі купці із Сваляви та Мукачева, де худоба цінилася значно дорожче. Вони наймали погоничів із числа місцевої бідноти, а ті переганяли тварин. Важливе значення для економічного життя Нижніх Верецьок мали євреї, які володіли тут шинками, найрізноманітнішими крамницями та ремісничими майстернями. У Нижніх Верецьках євреї мали свою школу та синагогу. Саме вони розбудували центральну частину села, яка вже тоді мала доволі привабливий вигляд типового західного містечка. Не дивно, що село стало центром округу. Крім нотаріату, тут містився окружний суд з в'язницею. Був і лікар Буйовський, один на майже десяток сіл. Старожили згадували його як «ескулапа від Бога», він добре розумівся не тільки в терапії, а й міг виконати будь-яку нескладну операцію, приймав пологи тощо.
На початку 40-х років минулого століття в один із недільних днів до Нижніх Верецьок було виряджено чималий загін угорських жандармів, в обов'язок яких входила доставка усіх євреїв на залізничну станцію Воловець. Старі люди згадують, що то було пекло на землі для цього народу. Над ними всіляко знущалися, їх били нагайками та гумовими кийками. До Волівця немічних та старих, а також маленьких дітей доправляли підводами, а інших гнали пішки. На станції усіх завантажили в товарні вагони і відправили в концентраційні табори, з яких майже ніхто не повернувся. Їхнє майно частково було розграбоване, а частково розділене між чиновниками та вдовами мадярських жовнірів, що загинули на війні.
Дещо з історії церкви в центрі села
З давніх часів у Нижніх Верецьках було дві конфесії — греко-католики та юдеї.
Є дані, що станом на 1733 р. у Нижніх Верецьках була гарна дерев'яна греко-католицька церкву св. Іоана з трьома дзвонами. В 1734 р. церкві надали право отримувати прибуток зі щорічного ярмарку.
В 1784 р. у Нижніх Воротах було збудовано дерев'яну греко-католицьку церкву в бойківському стилі з трьома верхами і відкритою галереєю.
В 1810 році Нижні Верецькі відвідав австрійський імператор Франц II, який був вражений архітектурною красою новозбудованого дерев'яного церковного храму. На продовження робіт по внутрішньому оздобленню споруди в церковної громади вже не було зовсім коштів. Тоді за наказом імператора було виділено гроші із державної казни і направлено на продовження робіт по введенню в дію новозбудованої церкви. За ці кошти було виготовлено Іконостас, святий Пристіл, Казательницю. До речі, Іконостас церкви в Нижніх Воротах за своєю унікальністю не має рівних в церквах району. Іконостас є один із найстаріших. Його було встановлено в церкві і освячено священиком Олександром Ковордані 10 серпня 1811 року. Про це свідчить запис на Іконостасі, зроблений австрійською мовою. Тут зазначається також, що Іконостас було виготовлено за сприянням імператора Франц II.
У 1840 р. побудували також нову фару та школу.
З часом будівля храму стала замалою для місцевих прихожан, тому в 1866 році церковна громада вирішила звести мурований церковний храм з каменю та цегли. Наступного року будівництво було розпочате на кошти графа Шенборна. Для фундаменту, висота якого досягла 1,5-2 м потрібно було понад 800м³ каменю. Вірники села все це робили вручну. З Ужгорода та Мукачева були запрошені майстри, що мали вже багатий досвід такого будівництва. Із свідчень старожилів, тодішній берів (староста) села Комар Федір (Костів), за власний рахунок завершив будівництво церкви. В процесі будівництва храму було перенесено із старої дерев'яної церкви, що стояла поруч, перпендикулярно до нової, два 600 кг дзвони і Іконостас. У 1888 р. роботи по завершенню будівництва поступово закінчувались. Австро-угорський окружний суд, що діяв у селі, зобов'язав греко-католицького священика о. Легезу проводити роботу по внутрішньому оздобленню храму.
Зі старої дерев'яної церкви було перенесено всю церковну атрибутику. Після чого, в 1893 році за священика Михайла Бачинського, громада вирішила стару дерев'яну церкву розібрати і передати в село Нова Розтока, де вона прослужила греко-католицькій громаді майже до 2000 р. поки  через нез'ясовані обставини не згоріла.
12 липня 1889 року відбулося відкриття новозбудованого мурованого греко-католицького храму, проведено його освячення і названо в честь святих верховних апостолів Петра і Павла.
У 1912 році громада замовила на ужгородській ливарні дзвін вагою 1270 кг. Два старі дзвони реквізували на початку Першої світової війни і їх замінили після війни двома новими 650-кілограмовими дзвонами.
Іще одна цікава деталь.
У 1941 р. житель села Тишова Олекса Улинець виготовив власноручно з кольорового металу Ківот для збереження святих Таїнств і передав його до храму. Цей Ківот є в церкві і зараз.
Серед трагічних сторінок української історії XX століття доля УГКЦ, її священиків та вірних посідає особливе місце. Але завдяки греко-католицькому священнику о. Степану Кабацію(19.12.1921-6.11.2007 р.), який тут прослужив 33 роки, жителі села Нижні Ворота навіть не відчули переслідувань. У селі згадують, як одного разу його викликали у Воловецький райком партії і наказали перенести свято Петра і Павла із робочого дня на неділю. Священик різко відповів першому секретарю: «Це ви перенесіть першого травня та сьомого листопада на неділю, а я не можу, бо я не Бог, а тільки його слуга».
І тільки в 1984 році, храм розпочав обслуговувати православний священик Ю.Орос Московського патріархату. А з 2010 року вся греко-католицька церковна символіка почала стрімко змінюватись на відповідну православну.
В період незалежності України греко-католикам та православним не вдалося впровадити почергові служби у храмі св. Петра і Павла, тому греко-католицька громада була змушена молитися деякий час на вулиці, потім у приміщенні колишньої фари та розпочати будівництво нового греко-католицького храму, яке було завершене в 2009 р.

## Освіта
В селі функціонує дві загальноосвітні школи з багатими традиціями:
- Нижньоворітський заклад загальної середньої освіти https://nvorotaschool.at.ua
- Нижньоворітський ліцей І-ІІІ ступенів. Офіційний сайт ліцею http://vorotainternat.at.ua/ [Архівовано 29 вересня 2011 у Wayback Machine.]